# Juliòpolis d'Egipte
Juliòpolis d'Egipte (Iuliopolis Aegypti) fou una ciutat del Baix Egipte que apareix a partir del segle i i que probablement fou fundada per Juli Cèsar o poc després. Plini el Vell diu que era a uns 30 km d'Alexandria, a la vora del canal que connectava la capital amb la branca canòpica del Nil. Algun erudits pensen que podria ser la mateixa ciutat que la Nicòpolis ('Ciutat de la Victòria') que va fundar August el 29 aC per celebrar la conquesta del país i castigar els alexandrins per la seva lleialtat a Cleòpatra; altres pensen que era un suburbi d'Alexandria (probablement, en aquest cas, seria l'Eleusis esmentat per Estrabó).